# Filippo Paulucci
Il marchese Filippo Paulucci delle Roncole noto anche come Filipp Osipovič Paulučči (in russo Филипп Осипович Паулуччи?) (Modena, 11 settembre 1779 – Nizza, 25 gennaio 1849) è stato un generale e marchese italiano naturalizzato russo.

## Biografia
Nacque da Giuseppe (1726-1785), della nobile famiglia Paulucci (o Paolucci), originaria di Forlì, trasferitasi a Modena nel 1753 e feudataria del feudo di Vignola, Cividale e Roncole dal 1768. La madre, Claudia Scutellari Ajani (1744-1829) era di famiglia nobile di Parma e legata alla corte di Spagna. Filippo fu il quinto degli otto figli della coppia, alla morte del padre, nel 1785, fu ammesso fra i paggi del re di Sardegna, posizione che gli garantiva l'accesso alla carriera militare. 

### Dall'esercito piemontese all'esercito italico
Dato che nel 1792 il Regno di Sardegna entrò in guerra con la Francia, nel 1794 appena nominato sottotenente del 2º battaglione delle Guardie, fu inviato al fronte, e il 27 aprile fu catturato in combattimento, venendo liberato il 7 maggio successivo in seguito ad uno scambio di prigionieri. Continuò la campagna contro i francesi, finché non venne catturato a Mondovì, quando la città cadde in mani francesi, ma fu liberato dopo soli sei giorni, in seguito all'armistizio di Cherasco. Dopo l'occupazione della cittadella di Torino da parte dei francesi fu condannato a tre settimane di arresti per aver sfidato a duello un ufficiale francese, per difendere il buon nome del Piemonte, in seguito a questo il re lo promosse capitano e lo dimise d'autorità il 19 novembre 1796, concedendogli però la croce di cavaliere dell'ordine dei Santi Maurizio e Lazzaro.
Successivamente, nel 1797 compare nell'elenco degli "uffiziali di stato maggiore ed aiutanti di campo" dell'esercito cisalpino, probabilmente con l'incarico di aiutante di campo del generale Giuseppe Lahoz Ortiz. In seguito, nel 1799, a Mantova passava al servizio dell'Austria, essendo in servizio a Passavia dove rimase fino al passaggio della città sotto il Regno di Baviera (1803). Tornato a Vienna, nel 1804 sposò Wilhelmina Franziska von Koskull, di famiglia nobile della Curlandia. Non ebbe parte attiva nella campagna del 1805 contro Napoleone. Quando fu raggiunto in Dalmazia dalla divisione francese che era stata inviata prendere possesso delle piazzeforti in tale regione, passata al Regno Italico in seguito agli accordi di pace franco-austriaci, chiese di essere arruolato nell'esercito del regno stesso (in quanto nato nei territori italiani) con il grado che aveva nell'esercito austriaco e fu autorizzato dal viceré Eugenio a mantenere il proprio grado (maggiore aggregato allo Stato Maggiore della Divisione Molitor). Dopo aver combattuto in Dalmazia per l'occupazione di Ragusa e di Cattaro Paulucci si congedò e nell'ottobre 1806 passò alla Russia, arruolato nell'esercito dello zar.

### Nell'esercito Russo

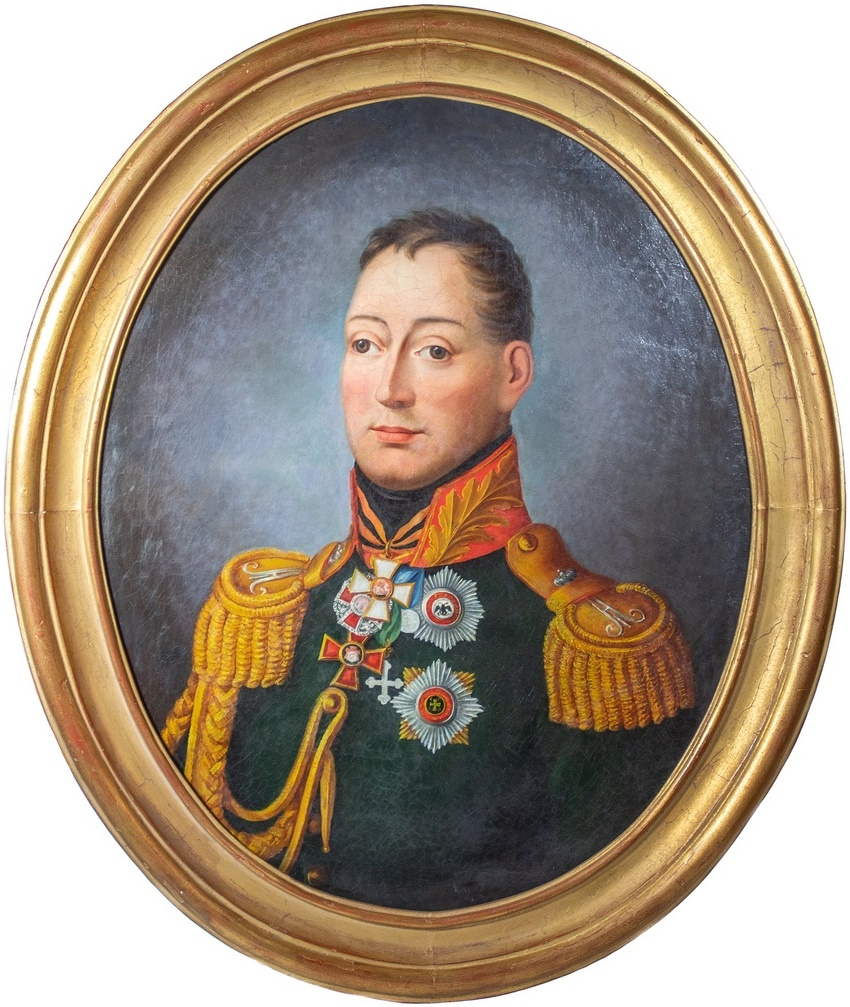
Filippo Paolucci nell'esercito russo in un ritratto d'inizio Ottocento

Nel 1807 fu nominato polkovnik ed inviato all'Armata russa del Danubio, con l'incarico di capo di Stato Maggiore. Rimase nei balcani per tutto il 1807 contattando i capi serbi per cercare un appoggio contro l'esercito francese, finché il 16 luglio non seppe che ormai era certo un trattato di pace fra lo zar e Napoleone (in realtà già firmato a Tilsit il 7 luglio).
Rientrato in Curlandia per riunirsi alla moglie, il 25 febbraio 1808 fu insignito dallo zar della Croce di Sant'Anna di 3ª classe. Nel corso della guerra di Finlandia fu incaricato dall'Imperatorskaja Glavnaja Kvartira (Императораская Главная Квартира - Quartier Generale Imperiale) di effettuare una ricognizione delle posizioni del generale Buxhoeveden che era stato bloccato sulle coste del golfo di Botnia da forze svedesi appoggiate da irregolari finlandesi. Nel suo rapporto Paulucci mise in evidenza gli errori di Buxhoeveden che, a suo parere, avevano favorito l'insorgenza e la guerra di popolo in Finlandia, rimproverando al generale un'eccessiva "douceur" e sostenendo che, per riportare l'ordine, era richiesto un "giusto rigore" verso la popolazione finlandese. Al rientro dalla missione Paulucci fu assegnato alla 6ª Divisione, di stanza a Vyborg (Viipuri), comandata dal generale Barclay de Tolly con l'incarico di capo di stato maggiore della divisione, con Rodolphe de Maistre come ufficiale aggiunto. Dato che la situazione dei russi in Finlandia nel corso dell'estate non ebbe miglioramenti, Paulucci il 5 agosto fu nominato maggior generale ed inviato nuovamente ad ispezionare la situazione di Buxhoeveden. Paulucci, avendo constatato che le divisioni al comando di Buxhoeveden non erano più operative sia per mancanza di personale sia per fame e malattie, propose di sospendere ogni operazione effettiva e di attendere l'inverno che, bloccando la flotta svedese, avrebbe permesso ai russi di operare più liberamente. Il piano fu studiato a San Pietroburgo dallo zar e dai suoi consiglieri, fra cui Paulucci e Barclay de Tolly, ma senza Buxhoeveden. Paulucci ebbe l'incarico di portare il nuovo piano operativo a Buxhoeveden, insieme ad un documento autografo dello zar con cui veniva presentato il piano. La reazione di Buxhoeveden fu di rassegnare le dimissioni allo zar, considerando che doveva operare con un piano alla cui elaborazione non aveva partecipato e che aveva come supervisore un ufficiale di grado inferiore al suo (Paulucci), si considerava sfiduciato. Le dimissioni di Buxhoeveden furono accettate solo il 20 dicembre, dopo una serie di alterne vicende che avevano portato all'ultima vittoria militare della storia svedese a Virta Bo, ma al ritiro degli svedesi dal fronte principale a causa della scarsezza di uomini.
All'inizio del 1809 fu trasferito all'Armata del Caucaso, forse come trasferimento punitivo ma, il 19 maggio dello stesso anno fu insignito dell'Ordine di San Giorgio di 4ª classe "come riconoscimento per i prudenti ordini dati mentre operava al servizio dell'Armata di Finlandia, che permisero di sconfiggere il nemico". Nel corso del suo servizio riuscì a mettersi in luce favorendo lo stanziamento di coloni russi e cristiani nella zona di confine fra Turchia, Armenia e Georgia, da poco occupata dalla Russia per contrastare le provincie limitrofe della Georgia, occupate da turchi e persiani di religione islamica. Naturalmente Paulucci fu a capo del comitato che da Tbilisi coordinava tali attività e, contemporaneamente (12 luglio 1810), gli venne assegnato l'incarico di capo di stato maggiore dell'Armata del Caucaso e fu decorato con la Croce di San Vladimiro di 3ª classe.
Rientrato nei ranghi, dopo aver ritirato la decorazione a San Pietroburgo, Paulucci fu incaricato di
attaccare l'avanguardia della colonna turco-persiana che da Akhalkalaki minacciava l'Armata del Caucaso, impegnata ad attaccare l'esercito turco a Tabriz. Paulucci svolse in modo adeguato la sua opera, imponendo una dura sconfitta sia alla colonna di fronte ad Akhalkalaki sia ai rinforzi che venivano portati in linea dal principe ereditario persiano Abbas Mirza in persona. L'impresa ebbe grande risonanza a San Pietroburgo, tanto da essere citata enfaticamente nell'ordine del giorno dell'esercito e di procurare a Paulucci la promozione a tenente generale. Paulucci agì anche nei combattimenti presso Akhalkalaki, tanto da meritare la croce di Sant'Anna di 1ª classe ed il 18 luglio 1811 fu nominato "governatore generale e comandante del Corpo della Georgia e della Flottiglia del Mar Caspio". Sotto il suo comando il colonnello Kotljarovskij occupò la fortezza di Akhalkalaki, cacciandone definitivamente i persiani. Sia Pualucci sia Kotljarovskij ebbero promozioni (Kotljarovskij divenne generale) e onori per l'impresa, in particolare a Paulucci fu conferita la croce di San Vladimiro di 2ª classe.
Nel febbraio del 1812 un esercito persiano, guidato da Abbas Mirza ed organizzato all'occidentale da consiglieri militari inglesi, dopo una pesante sconfitta del 3º battaglione del reggimento presidiario della Trinità nella fortezza di Sultan Buda, in cui i russi persero anche la bandiera del battaglione, e l'investimento della fortezza di Shah-Bulah, la cui guarnigione si ritirò a Susa Paulucci fece muovere contro i persiani il generale Kotljarovskij che li costrinse a ritirarsi. Intanto nella Georgia centrale era scoppiata una rivolta, provocata principalmente dalla durezza con cui Paulucci effettuava le requisizioni di grano per le sue truppe, adottando in particolare il sistema della "tansa". Paulucci operò in tale occasione con la durezza che già in precedenza aveva teorizzato, ottenendo la pacificazione con l'impiccagione sommaria dei principali responsabili della ribellione. Nonostante ciò in quei giorni ricevette un ordine dello zar di rientrare immediatamente a San Pietroburgo, lasciando il comando al governatore del Caucaso settentrionale, a nulla valse una lettera della nobiltà georgiana che chiedeva il suo mantenimento come governatore, e dovette rientrare alla capitale.

### La campagna contro Napoleone
Paulucci era stato richiamato alla capitale in previsione della guerra, ormai inevitabile con la Francia, designato "in pectore" come vice di Barclay de Tolly nella 1ª Armata Occidentale, a causa dell'opposizione di quest'ultimo ebbe l'incarico (inflazionato) di aiutante generale dello zar. Comunque il 7 maggio 1812 (25 aprile secondo il calendario giuliano) ricevette l'Ordine di San Giorgio di 3ª classe "come grande ricompensa per le gesta di coraggio e valore compiute nel Caucaso contro i Persiani". Il piano strategico da adottare contro Napoleone non era ben chiaro nei primi mesi del 1812, mentre la maggior parte degli esperti militari propendeva per la strategia che poco più di un secolo prima aveva portato alla grande vittoria di Poltava, cioè di evitare la battaglia decisiva con il nemico finché questo non fosse stato logorato dalla distanza dai suoi centri di rifornimento, il generale prussiano Karl Ludwig August von Phull invece sosteneva che era opportuno concentrare le forze in un campo trincerato, in modo che potessero operare alle spalle della Grande Armée, una volta che questa fosse entrata in territorio russo. Lo zar accettò tale piano soprattutto per motivi politici, quindi stabilì un campo trincerato presso Drissa, sul fiume Dvina in cui si volevano ammassare ben 50000 uomini.
Il 24 giugno la Grande Armée superò il Nemunas, che rappresentava il confine con la Russia ed il 28 dello stesso mese entrava Vilnius, sede della 1ª Armata Occidentale, abbandonata solo poche ore prima. A questo punto iniziò la ritirata verso il campo di Drissa, non ancora approntato. Il 3 luglio il generale Lavrov, capo di stato maggiore di Barclay, ottenne il comando della Divisione di fanteria della Guardia, quindi lo zar impose a Barclay di sostituirlo con Paulucci. Quando la 1ª Armata Occidentale giunse a Drissa, Barclay pose come condizione per attaccare il nemico di avere a disposizione anche la 2ª armata, comandata da Bagration quindi, dato che questa riunione non era possibile a Drissa prima dell'arrivo dei francesi, la ritirata proseguì e la riunione fra le due armate avvenne solamente a Smolensk. Appena presa questa decisione, il 12 luglio, Paulucci si dimise dall'incarico di capo di stato maggiore della 1ª Armata e fu inviato a Novgorod per sovraintendere alla leva di 6 nuovi reggimenti, ma avendo constatato che l'incarico era già stato affidato ad un altro generale chiese allo zar di poter rientrare a corte, tanto che il 6 agosto partecipò a San Pietroburgo al Te Deum celebrato per la vittoria di Jakubovo del 29-31 luglio, accolto come il più fedele e acuto consigliere dello zar.

### Il governatorato di Riga

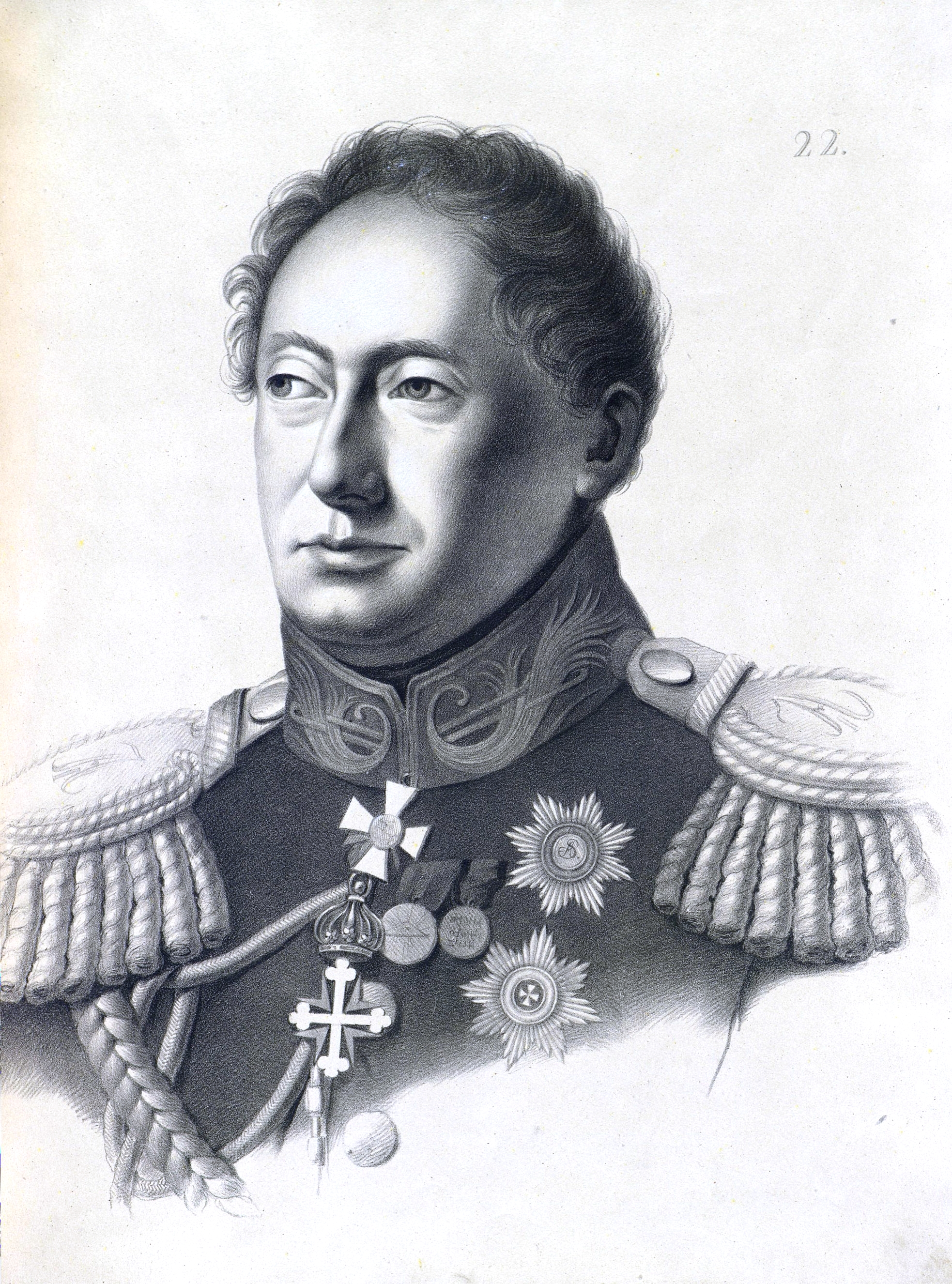
Paulucci in una litografia d'epoca

Il 22 ottobre 1812 Paulucci fu designato come governatore di Livonia e Curlandia, con sede a Riga, al posto del generale Magnus Gustav Essen. La situazione di Riga non era brillante, in quanto era sotto attacco da parte del X Corpo della Grande Armée guidato da maresciallo McDonald che, fino a quel momento era stato bloccato dalla Dvina, che, tuttavia, stava per gelare, permettendo quindi alle truppe del X Corpo (prussiane e polacche) di investire direttamente la città. Già la città aveva subito gravi danni per un incendio che aveva provocato numerose vittime, appiccato il 23 luglio ai sobborghi della città, quando si erano avvicinate le truppe nemiche. Paulucci giunse a Riga il 23 ottobre, assumendo il comando militare il 5 novembre.
Il 19 ottobre 1812 Napoleone aveva lasciato Mosca. iniziando la disastrosa ritirata che avrebbe portato alla fine dell'Impero Napoleonico e Paulucci si affrettò ad esercitare una forte pressione propagandistica sulle truppe prussiane del X Corpo e particolarmente sul generale Yorck. Un'azione si notevole spessore politico fu il richiamo dall'esilio di Garlieb Helwig Merkel, paladino del risveglio nazionale lettone, che venne stimolato a pubblicare una rivista politica (Der Zuschauer - Lo spettatore) per convincere i prusiani a schierarsi con i russi contro i francesi, che Paulucci fece diffondere fra gli avamposti prussiani. Tuttavia il primo numero della rivista fu pubblicato il 1º dicembre e la ritirata del X Corpo iniziò il 18 dello stesso mese, quindi gli effetti diretti della propaganda di Paulucci furono obiettivamente scarsi. Molto più efficaci furono invece diversi errori politici di McDonald, che in diverse occasioni operò verso Yorck in modo contrario al comportamento di un buon alleato Parallelamente alla propaganda Paulucci operò anche direttamente in campo militare organizzando un corpo mobile di 6500 uomini (notare che, in tal modo gli restavano solo 3300 uomini a Riga e 1600 a Dünamunde) per occupare Friedrichstadt e minacciare quindi l'ala sinistra del X Corpo, dopo un successo iniziale la mossa si risolse in una secca sconfitta russa, tuttavia 5 battaglioni russi riuscirono a ritirarsi nelle loro linee, per essere poi trasferiti all'esercito di manovra.. Il 1º dicembre Paulucci tentò un contatto diretto con Yorck, proponendo un colloquio diretto fra i due per stipulare una convenzione da proporre ai due sovrani. Dopo lo scambio di alcune lettere, Yorck, inviato fortemente sospettato da McDonald, informò Paulucci che avrebbe potuto agire solo dopo essersi trovato di fronte a forze nettamente maggiori, come il I Corpo della 1ª Armata (comandato da Sayn-Wittgenstein). La situazione si pose durante la ritirata verso Tilsit, quando il capo di stato maggiore di Sayn-Wittgenstein, Clausewitz trattando con lui gli mostrò una lettera di McDonald in cui il maresciallo chiedeva il suo allontanamento, intercettata dai cosacchi russi, e imponendogli la scelta fra uno scontro fra prussiani al servizio francese e prussiani al servizio russo o una tregua separata, a cui Yorck consentì in modo molto drammatico, rifacendosi comunque esplicitamente alla bozza precedentemente proposta da Paulucci. La convenzione venne firmata a Tauroggen il 30 dicembre.
Terminata la fase bellica, Paulucci si dedicò alla ricostruzione di Riga ed allo sviluppo dei due governatorati (Livonia e Curlandia, cui successivamente si aggiunsero Estonia 1819 e Pskov 1823) a lui affidati. Ricostruì i quartieri distrutti nell'incendio dell'anno precedente, approfittandone per dare un'impostazione urbanistica moderna ai nuovi quartieri realizzando parchi ed aree verdi e imponendo uno stile neoclassico alle nuove costruzioni, dato che, nei suoi disegni, Riga doveva diventare "la città ideale di un assetto amministrativo nuovo". Lo zar tornò a Riga il 12 dicembre 1815 e rimase ammirato della nuova città, tanto che conferì a Paulucci l'insegna dell'Ordine di S. Alessandro Nevskij con diamanti e, rientrato a San Pietroburgo, nel 1816 concesse alla città un prestito di mezzo milione di rubli senza interessi rimborsabile in vent'anni, successivamente esteso per altri quindici anni. Oltre ad attività propriamente urbanistiche, Paulucci si preoccupò della pubblica istruzione e della cultura nel suo governatorato, a Riga nel 1817 destinò la "Torre Rotonda" del castello, dove si trovava la sua residenza, ad osservatorio astronomico.
Intanto il 9 settembre 1813 a Modena fu condannato a morte e alla confisca dei beni per alto tradimento e l'11 fu impiccato (per ovvie ragioni solamente in effigie).
Il problema sociale fondamentale nel governato di Paulucci (e, in realtà in tutto l'Impero russo) era la servitù della gleba, che, sia pure attenuato nei governatorati baltici nel 1804, proseguiva comunque fino alla guerra patriottica e solo nel 1814, su proposta di Paulucci, lo zar ordinò al parlamento della Curlandia di nominare una commissione per studiare la riforma della servitù della gleba, contemporaneamente ad una commissione analoga creata per la Livonia. Paulucci negli anni successivi si impegnò come moderatore fra le aspettative dei contadini e le resistenze dei baroni, arrivando nel 1816 ad istituire una commissione propria, su autorizzazione dello zar, per accelerare il processo di affrancamento in Curlandia, e il 20 luglio 1817 i Landtag (dieta) di Curlandia e Pilten presentarono le proposte definitive per arrivare all'affrancamento dei servi della gleba. Tali proposte, dopo l'approvazione dello zar, furono trasformate in legge ed i servi della gleba furono affrancati il giorno 30 agosto (onomastico dello zar) dell'anno successivo. Restava ora il problema della servitù della gleba in Livonia, dove il potere dei baroni e dei latifondisti era molto maggiore che nelle altre zone del governatorato, e Paulucci si diede da fare per stimolare le coscienze delle persone verso l'abolizione. Paulucci presentò le sue proposte ad Landtag di Livonia nel giugno del 1818 conscio che avrebbe incontrato notevoli opposizioni, ma che avrebbe influenzato irreversibilmente gli eventi. Paulucci, per forzare la mano alla dieta, in gran parte contraria all'affrancamento, minacciò le proprie dimissioni, e finalmente il 5 luglio, la dieta accettò il principio, ponendo tuttavia alcune condizioni (raccomandazioni) che dovevano essere accettate da Paulucci. Paulucci, presentate le richieste allo zar, venne bloccato da un reclamo fatto al ministro della guerra Arakčeev da parte del giudice von Sievers, aspro avversario di Paulucci, contro la remissione dei debiti ai contadini, Paulucci presentò le sue controdeduzioni alla protesta, che, infine, fu respinta. La legge per la liberazione dei servi della gleba in Livonia fu emanata dallo zar il 26 marzo 1819. Tuttavia la servitù della gleba non fu eliminata nel governato di Pskov, nonostante Paulucci avesse inviato tre note, tutte respinte, nel 1829.
L'opera di Paulucci si svolse tenendo conto dei vantaggi generali, tramite bonifiche di zone paludose e realizzazione di canali, addirittura propose la costruzione di un canale per il collegamento del lago Peipus al mare. Un'altra innovazione che impose nel suo governatorato fu che leggi dovessero essere tradotte nelle lingue locali (lettone ed estone) e che fossero lette così tradotte nelle chiese, affinché i contadini ne venissero a conoscenza. Paulucci continuò la sua opera finanziando la scuola pubblica, sottraendo quindi il monopolio dell'istruzione alla Chiesa, agevolando un'istruzione fino a livello ginnasiale e creando in Livonia due seminari per gli insegnanti. Questa sua azione portò al fatto che il livello di alfabetizzazione (nella propria lingua) raggiunse nel 1830 il 60% dei contadini.
Altra attività di Paulucci fu, su incarico dello zar, la compilazione del codice delle leggi delle provincie baltiche, che in due anni raccolse ben 23 volumi di norme, pareri ed osservazioni scritti in tedesco, svedese e latino, inoltrati nel 1828 al consiglio di stato, e successivamente rielaborati in cinque volumi (diritti dei ceti, istituzioni provinciali, leggi civili, tribunali e procedure, leggi speciali) da Carl Gustav von Samson-Himmelstjerna.
Nel gennaio 1824 morì la moglie Wilhelmina Franziska a soli 46 anni di età, lasciandolo vedovo. Successivamente, il 7 febbraio 1825 Paulucci sposò Clavdija Fominična Cobley, figlia del generale Cobley, di origine inglese, ma al servizio della Russia fin dalla zarina Caterina II, damigella d'onore della zarina, morta a Genova nel 1844. Dopo la morte della seconda moglie Paulucci si sposò nuovamente con la baronessa Marie von Kürzell o de Courcelle, ch gli sopravvisse.
Quando, il 1º dicembre 1825 morì lo zar Alessandro I Paulucci oltre ad un sovrano perse un amico tanto, che, quando al grande banchetto in onore di Nicola I, successore di Alessandro, doveva guidare il brindisi in onore del nuovo zar, scoppiò in singhiozzi chiamando ad alta voce Alessandro. Nicola non gli serbò rancore per questo gesto, tanto che, la prima volta che si presentò a San Pietroburgo, davanti a tutti la corte gli confermò la sua stima dicendo che già aveva dimenticato l'episodio. Tuttavia politicamente Paulucci era in disaccordo con il nuovo zar, che era contrario alle riforme illuministiche di Paulucci, mentre era attratto dall'autocrazia prussiana, che invece era invisa a Paulucci. Anche l'azione di governo del marchese era rallentata dallo zar che appoggiava la nobiltà baltica contro le riforme borghesi di Paulucci.
Nel febbraio 1829 avvenne un incidente con un nobile locale che lo sfidò a duello, con Paulucci che rifiutò, in quanto, come governatore e quindi rappresentante dello zar, sfidare lui a duello equivaleva a sfidare lo zar in persona. La disputa arrivò fino allo zar che non poteva sconfessare il suo rappresentante né voleva inimicarsi la nobiltà della Livonia.
Le cose peggiorarono ulteriormente nell'ottobre dello stesso anno, quando la zarina Alessandra Fëdorovna transitò per Riga e non solo criticò pubblicamente la residenza del governatore ma richiese che fossero invitati al ballo in suo onore anche i nobili che si erano distinti come oppositori del marchese stesso, richiesta rifiutata da Paulucci. Considerando inammissibile tale rifiuto, la zarina se ne lamentò con Nicola I, il quale incaricò il ministro dell'interno di inviare a Paulucci una nota di biasimo. la risposta di Paulucci fu una difesa delle sue attività per migliorare sia esteticamente sia come abitabilità la sua residenza (che, dalla secessione dall'Impero russo, ospita la presidenza della Repubblica di Lettonia) e chiarì che i suoi rapporti con la nobiltà baltica erano noti e non aveva ricevuto istruzioni per correggere la sua politica di affermazione dell'autorità dello Stato contro i privilegi nobiliari.
A dicembre ricevette l'anello di distinzione per i vent'anni di servizio irreprensibile per la Russia, ma chiese il permesso di lasciare il servizio e rientrare in Italia. Il 12 gennaio 1830 (31 dicembre 1829 secondo il calendario giuliano) lo zar firmò l'autorizzazione a lasciare il servizio concedendogli la pensione ed il permesso di conservare l'uniforme di generale di fanteria. A metà febbraio Paulucci lasciò San Pietroburgo.
Dopo la sua morte, nel 1851, a Riga fu installata, a spese dei commercianti della città, in uno dei giardini che aveva contribuito a creare, una stele con la scritta "Dem 23 october 1812" (A ricordo del 23 ottobre 1812" - data, nel calendario giuliano dell'arrivo a Riga di Paulucci).

### Il servizio nel Regno di Sardegna
Rientrato in Italia fu chiamato in Piemonte da Carlo Felice. Paulucci aveva già avuto contatti con la casa Savoia, in particolare con Carlo Alberto quando, dopo la rivoluzione costituzionale del 1821, l'Austria si era mossa per far decadere dai suoi diritti di successione Carlo Alberto e trasferire la successione a Francesco IV d'Asburgo-Este, strettamente imparentato con la casa regnante dell'Austria. Dato che questa soluzione era vista come un eccessivo aumento del potere austriaco in Italia da Francia, Inghilterra e Russia ed anche dal Regno di Sardegna, che in tal modo avrebbe visto estinguersi la sua casata, Paulucci durante una delle sue licenze in Italia nel 1821 incontrò Carlo Felice a Torino ed approfittò di una battuta di caccia a Pisa per contattare Carlo Alberto (allora esiliato a Firenze). I contatti con Carlo Alberto proseguirono epistolarmente dopo il rientro in Russia di Paulucci, che appoggiò la posizione di Carlo Alberto presso lo zar, permettendo quindi che il blocco Francia, Inghilterra, Russia impedisse al congresso di Verona che a Carlo Alberto fossero tolti i diritti di successione come voluto dall'Austria.
Appena lasciato il servizio della Russia Paulucci si recò a Parigi, in seguito al colpo di stato che portò al potere Luigi Filippo d’Orléans Carlo Felice si preoccupò di rinforzare l'esercito e chiamò Paulucci che, il 28 luglio 1830 con Regia Patente fu nominato generale d'armata e ispettore generale di fanteria e cavalleria. In agosto fu praticamente messo a capo dell'Armata Sarda, con autorità totale, escludendo solo i Reali Carabinieri e quattro generali più anziani di lui. Tuttavia Paulucci non era gradito entro l'esercito sardo, in quanto "sevère [...] jusq'à la rudesse" (rigido fino alla maleducazione).
Paulucci riorganizzò la fanteria del Regno di Sardegna, organizzando le brigate su 26 compagnie, aumentando i quadri in organico, inizialmente adottando il nuovo ordinamento in via sperimentale per la Brigata Savoia e successivamente, nel gennaio 1831, estendendo i nuovi organici anche alle altre brigate. La riforma di Paulucci nell'ambito dell'esercito ebbe tanto apprezzamenti quanto pesanti critiche, fra i critici più severi fu il successore designato di Carlo Felice, Carlo Alberto. Carlo Felice morì nel marzo del 1831 e nell'agosto successivo Paulucci fu messo a disposizione, concludendo così la sua esperienza nell'esercito sardo, due giorni dopo il licenziamento di Paulucci, Carlo Alberto soppresse la carica di generale d'armata.

### Governatore di Genova
Dopo essere stato messo a disposizione Paulucci fu insignito il 7 gennaio 1832 del gran cordone dell'Ordine dei Santi Maurizio e Lazzaro ed a marzo fu nominato governatore della Divisione di Novara. Tuttavia, in seguito ai moti mazziniani di Genova, fu nominato governatore di tale città, dove tuttavia giunse quando ormai i moti erano stati sanguinosamente repressi.
Paulucci tentò di mitigare, nei limiti delle sue possibilità, le pene per i mazziniani, ma non poté (o non volle) mitigare la condanna a morte del marinaio di terza classe "Cleombroto", nome di copertura del mazziniano Giuseppe Garibaldi.
Paulucci nell'aprile 1835 fu insignito del collare dell'Annunziata, massima onorificenza sarda, che gli permetteva di fregiarsi del titolo di "cugino del re".
Nel 1835 a Tolone scoppiò il colera, che negli anni precedenti aveva infuriato in tutta Europa e, nonostante la chiusura delle frontiere fra la Francia ed il Regno di Sardegna, in agosto arrivò anche a Genova, provocando più di 2000 morti sugli 85 000 abitanti della città. Torino, la cui preoccupazione maggiore era lo sfruttamento della situazione da parte delle forze rivoluzionarie, raccomandò la massima allerta e una rigida e rigorosa disciplina della popolazione, senza nessuna trattativa né con i liberali (liberaux) né con i faziosi (factieux). Paulucci, di sua iniziativa prese misure di prevenzione igienica, tanto che già in settembre il re poté recarsi a Genova per ispezionare gli ospedali.
Nel corso del suo governatorato di Genova, Paulucci si preoccupò dell'igiene, come già detto, e dell'urbanistica della città, costruendo "le Terrazze" nell'area del porto (successivamente demolite per permettere la costruzione del raccordo ferroviario) e la carrettiera Carlo Alberto (rinominata via Antonio Gramsci dopo la seconda guerra mondiale). Azioni più durature furono la creazione dell'acquedotto, la sistemazione e l'ampliamento del cimitero di Staglieno e del primo ospedale psichiatrico di Genova, tutti realizzati su progetto dell'architetto Francesco Barabino.
Nel corso del 1845 furono fondate a Genova tre associazioni nominalmente scientifiche, ma Paulucci, ritenendo che avessero principalmente scopi politici, ne proibì le riunioni pubbliche che non fossero state da lui preventivamente autorizzate, tuttavia non pose veti al Convegno degli scienziati italiani, che si tenne a Genova dal 14 al 29 settembre del 1846, a cui parteciparono convegnisti provenienti da tutti gli stati italiani, ivi compresi per la prima volta quelli pontifici, in cui si parlò anche esplicitamente delle sorti future dell'Italia.
Intanto la situazione generale in tutta Italia stava cambiando, con l'elezione al soglio pontificio di Pio IX e con la crisi economica che aveva spinto l'Austria ad aumentare i dazi, provocando quindi ripercussioni sui commerci di Genova. Paulucci continuava ad emettere rapporti che però a Torino non erano tenuti in considerazione. La situazione precipitò in agosto, quando iniziarono grandi manifestazioni di stampo liberale che chiedevano l'allontanamento dei funzionari reazionari, cioè di Solaro della Margherita (ministro degli esteri), Latour (successore di Paulucci al comando dell'esercito) e Paulucci. Nel corso dell'anno la situazione si fece sempre più tesa, con Paulucci che ormai era inviso a gran parte della popolazione. Infine l'11 dicembre 1847 Paulucci fu esonerato dall'incarico di Governatore della Divisione di Genova e messo a disposizione del re.
Il nome di Paulucci tornò alla ribalta nel marzo 1848, come candidato, con Latour, del comando dell'esercito in campagna, in quanto questi erano gli unici due generali piemontesi che avessero condotto truppe sul campo, tuttavia l'età e le condizioni precarie di salute di Paulucci, che soffriva di gotta, lo spinsero a rifiutare esplicitamente l'incarico (comunque mai proposto ufficialmente).
Filippo Paulucci delle Roncole morì a Nizza il 25 gennaio 1849, e venne sepolto a Mirandola, nella chiesa dei Santi Giacomo e Filippo della frazione di san Giacomo. La chiesa fu gravemente danneggiata dal terremoto del 2012.

## La visione politica di Paulucci
Paulucci operò policitcamente come un "despota illuminato", con la conseguenza che fu estremamente inviso dai suoi diretti subordinati, come i nobili del Baltico e gli ufficiali piemontesi, mentre fu molto apprezzato dal popolo e dalla borghesia, tanto che la sua partenza da Riga fu seguita da espressioni di gratitudine da parte della popolazione.
Il contrasto con i nobili baltici era basato soprattutto sulla loro diversa visione dello stato, finalizzata solo alla conservazione dei loro privilegi feudali per i nobili, ma orientata alla preservazione dell'autocrazia russa da parte di Paulucci, incaricato proprio di questo dalla zar come governatore, quindi i suoi compiti divergevano, in diversi punti rilevanti, dagli interessi della nobiltà. Ciò portò ad un tentativo di cancellazione del suo governatorato dalla storia di Riga da parte della nobilità e della classe dirigente baltica.
Comunque la sua visione politica è espressa chiaramente nel discorso che tenne il 3 luglio 1839 alla Società Economica di Chiavari, in cui sosteneva che la maggior causa dello stato di arretratezza del Piemonte risiedeva "nell'ignoranza del popolo minuto", citando l'economista lettone von Storch che collocava il talento dei produttori di reddito al primo posto fra le cause della ricchezza nazionale. Da questo seguiva che era necessario favorire un'istruzione generalizzata e gratuita degli artigiani, istruzione che, tuttavia relegava all'area tecnica. A questo faceva seguire come requisito per un progresso economico e sociale l'apporto alle attività produttive della parte femminile della popolazione.
Questa sua visione per un apparato statale più orientato al bene comune che al supporto della nobiltà, d'altra parte lo portava ad una visione dello Stato (con la S maiuscola) fortemente reazionarie nella politica, ma comunque orientata a limitare il potere dei nobili nei confronti della popolazione.

## Tolstoj e Paulucci
Lev Tolstoj nella sua opera Guerra e pace (Война и мир) cita Paulucci nei capitoli che parlano del campo di Drissa, presentandolo come una persona risoluta, un po' spaccone, comunque assolutamente inadeguato al compito di consigliare lo zar in frangenti tanto difficili.. Tuttavia Tolstoj riconosce in Paulucci un combattente ambizioso, teatrale, ma comunque coinvolto verso i suoi uomini (è l'unico che parla con Andrej Bolkonskij, quando questi si presenta al campo di Drissa e viene trascurato da tutti i "pezzi grossi"). D'altra parte risulta chiaro nella figura dipinta da Tolstoj la macchietta, comune in Russia fino alla fine del XIX secolo, dell'italiano che è soprattutto artista e artista di spettacolo, macchietta che viene contrapposta ad un altro stereotipo non meno diffuso, del generale prussiano
Phull, dogmatico e ottuso.
Bisogna però aggiungere che questa posizione di Tolstoj praticamente rappresenta una posizione ideologica più che storica, in quanto lo scrittore nel suo romanzo (cosa differente da un saggio storico), pur basandolo su una documentazione storica estremamente robusta, intende sviluppare un'esaltazione della Russia e dello zar nella guerra contro Napoleone.

## Paulucci e Puškin

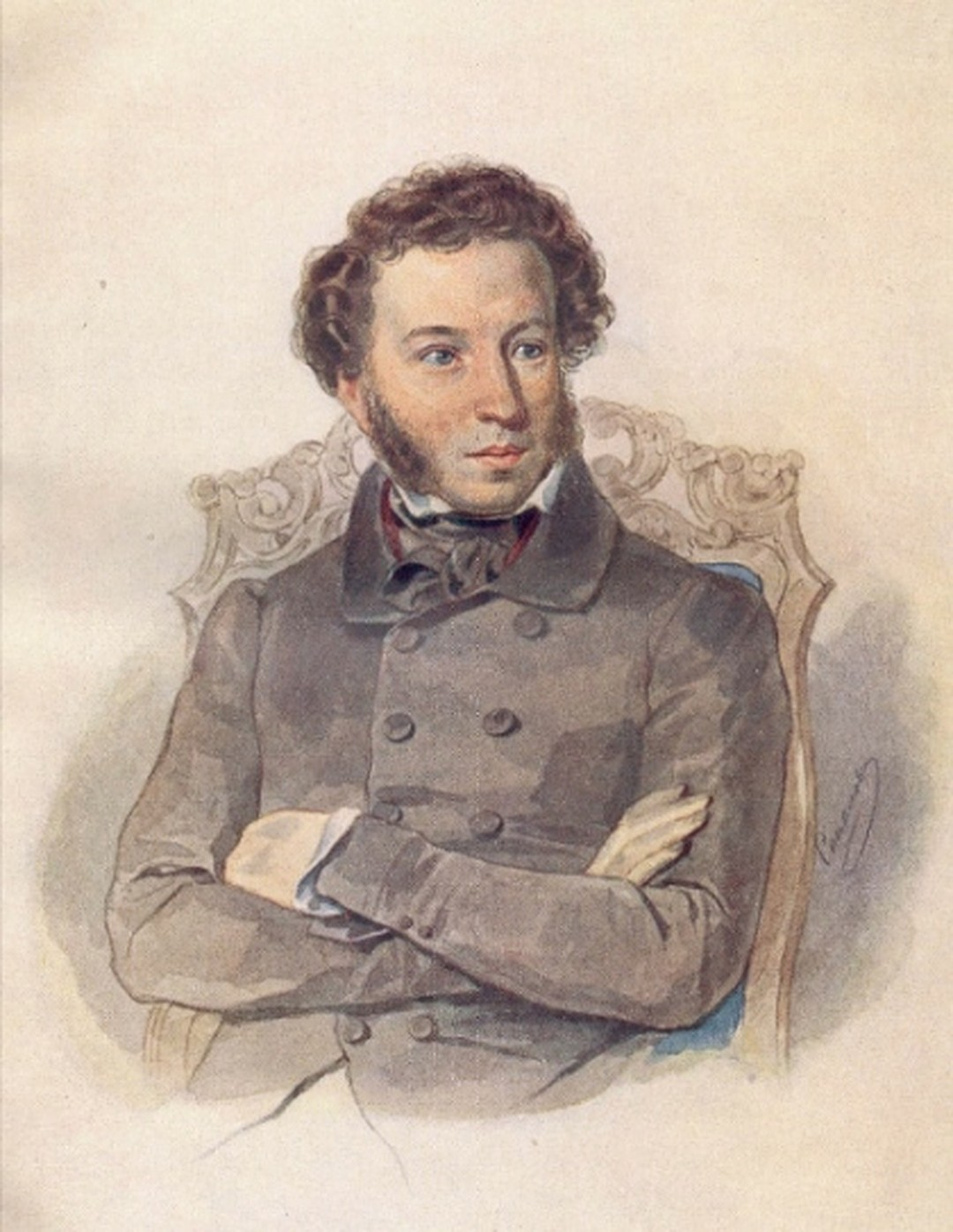
Puškin in una stampa acquarellata d'epoca

Puškin, esiliato inizialmente a Odessa fu denunciato per attività sovversiva ed ateismo dal governatore di Novorossijsk, quindi nel 1824 fu confinato, con provvedimento di polizia alla tenuta materna, che si trovava presso Opočka, nel governatorato di Pskov, quindi sotto la giurisdizione di Paulucci. Le istruzioni, trasmesse da San Pietroburgo a Paulucci furono da questi comunicato al governatore civile di Pskov, Boris Anderkas, con il suggerimento di scegliere un sorvegliante per lo scrittore. Puškin giunse alla tenuta materna il 9 agosto ed il governatore civile assegnò al padre dello scrittore il compito di garantire la permanenza del figlio nella tenuta, tuttavia lo scrittore non accettò questo compromesso, tanto che, in seguito alle continue liti, i suoi genitori lasciarono la tenuta il 17 novembre. A questo punto Paulucci stesso prese su di sé la responsabilità di controllare il poeta, anche tenendo conto che lo zar era interessato ai suoi scritti. Nonostante ciò, la polizia politica di San Pietroburgo teneva sotto controllo la corrispondenza di Puškin, in parallelo e con metodi meno diplomatici di quelli di Paulucci.
Anderkas, con Paulucci che si era astenuto dal giudicare la situazione, autorizzò Puškin a trasferirsi a Pskov per curarsi da un aneurisma, che gli venne certificato da una commissione medica nel 1826, Paulucci inviò allo zar Nicola I il certificato, la supplica allo zar di Puškin, una dichiarazione giurata dello scrittore, in cui questi si impegnava a non partecipare alle attività di società segrete, e un suo parere negativo all'autorizzazione a Puškin di trasferirsi all'estero. Puškin venne ascoltato personalmente dallo zar l'8 settembre e, nonostante il suo comportamento non proprio diplomatico lo zar gli consentì di risiedere a Mosca o a San Pietroburgo per curarsi, e gli garantì che da quel momento sarebbe stato lui in persona il suo sorvegliante.